# Now Voyager
A Now Voyager Barry Gibb 1984-ben megjelent, első szólólemeze. Megjelent DVD-n és VHS szalagon is.

## Az album dalai
1. I Am Your Driver (Barry Gibb, George Bitzer, Maurice Gibb) – 4:46
2. Fine Line  (Barry Gibb, George Bitzer) – 5:12
3. Face To Face (Barry Gibb, Maurice Gibb, George Bitzer) – 4:19 (Olivia Newton John-nal)
4. Shatterproof (Barry Gibb) – 4:00
5. Shine Shine (Barry Gibb, Maurice Gibb, George Bitzer) – 4:45
6. Lesson In Love (Barry Gibb, Maurice Gibb, George Bitzer ) – 3:54
7. One Night (For Lovers) (Barry Gibb, George Bitzer) – 4:18
8. Stay Alone (Barry Gibb, George Bitzer) – 3:53
9. Temptation (Barry Gibb, Maurice Gibb, George Bitzer) – 3:34
10. She Says (Barry Gibb) – 4:09
11. The Hunter (Barry, Robin és Maurice Gibb, George Bitzer) – 4:28

## A számok rögíztési ideje
1984 első félév
- Middle Ear, Miami Beach
- Ocean Way, Los Angeles

## Közreműködők
- Barry Gibb – ének, gitár
- George Bitzer – billentyűs hangszerek
- George Terry – basszusgitár
- Harold Cowart – basszusgitár
- Ron Ziegler – dob
- Dennis Bryon – dob
- Joe Lala – ütőhangszerek
- Lenny Castro – ütőhangszerek
- Michael Brecker – szaxofon
- Olivia Newton-John – ének (Face to Face, Fine Line)
- Roger Daltrey, K C (Harry Casey), Kitty Terry, Denise DeCaro, Myrna Mathews, Marti McCall – backvokál
- Jimmie Haskell zenekara Barry Gibb vezényletével,